# Hałastra

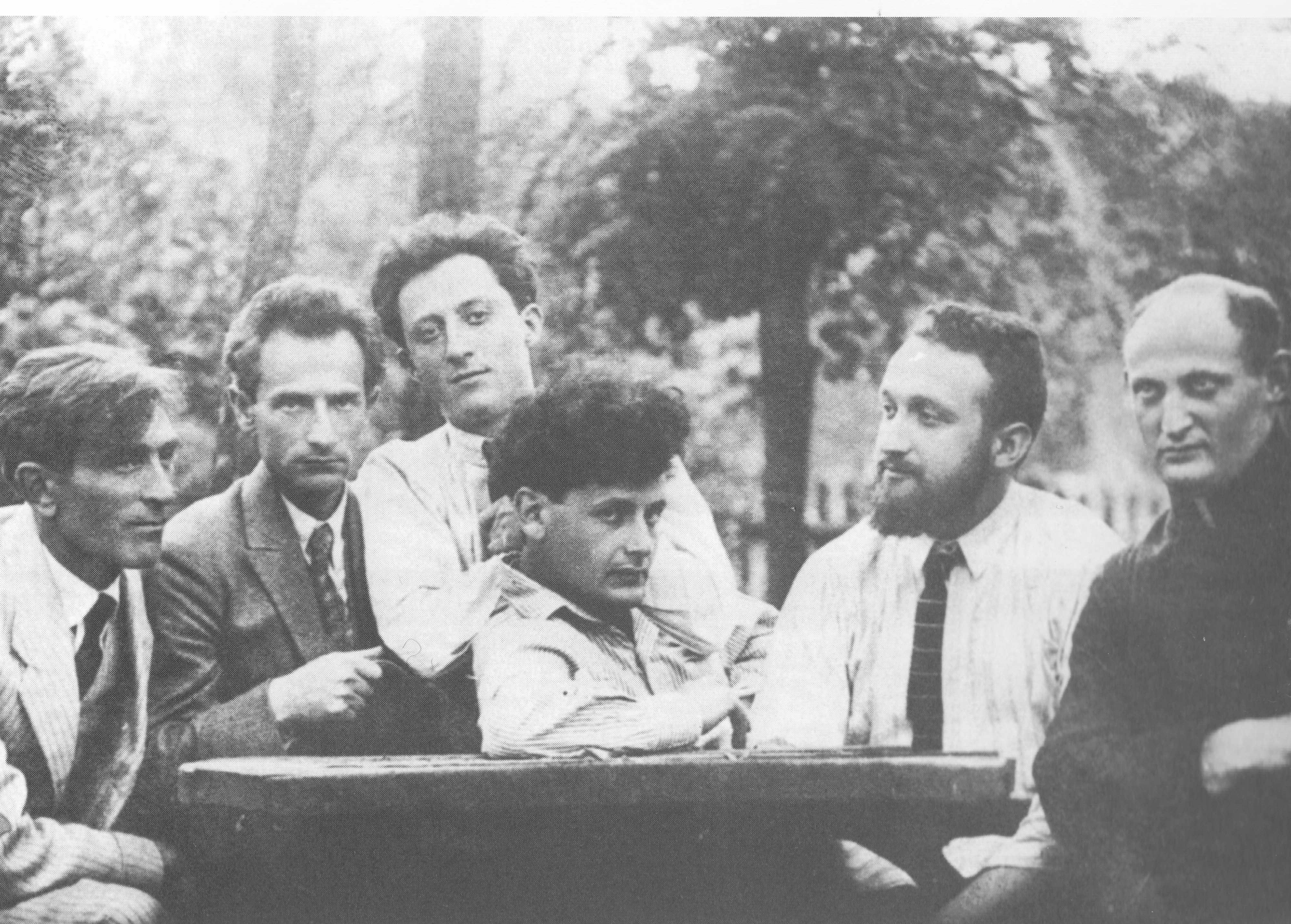
Członkowie grupy „Hałastra” w Warszawie. Od lewej Mendel Elkin, Perec Hirszbejn, Uri-Cewi Grinberg, Perec Markisz, Melech Rawicz i Izrael Jehoszua Singer (1922)

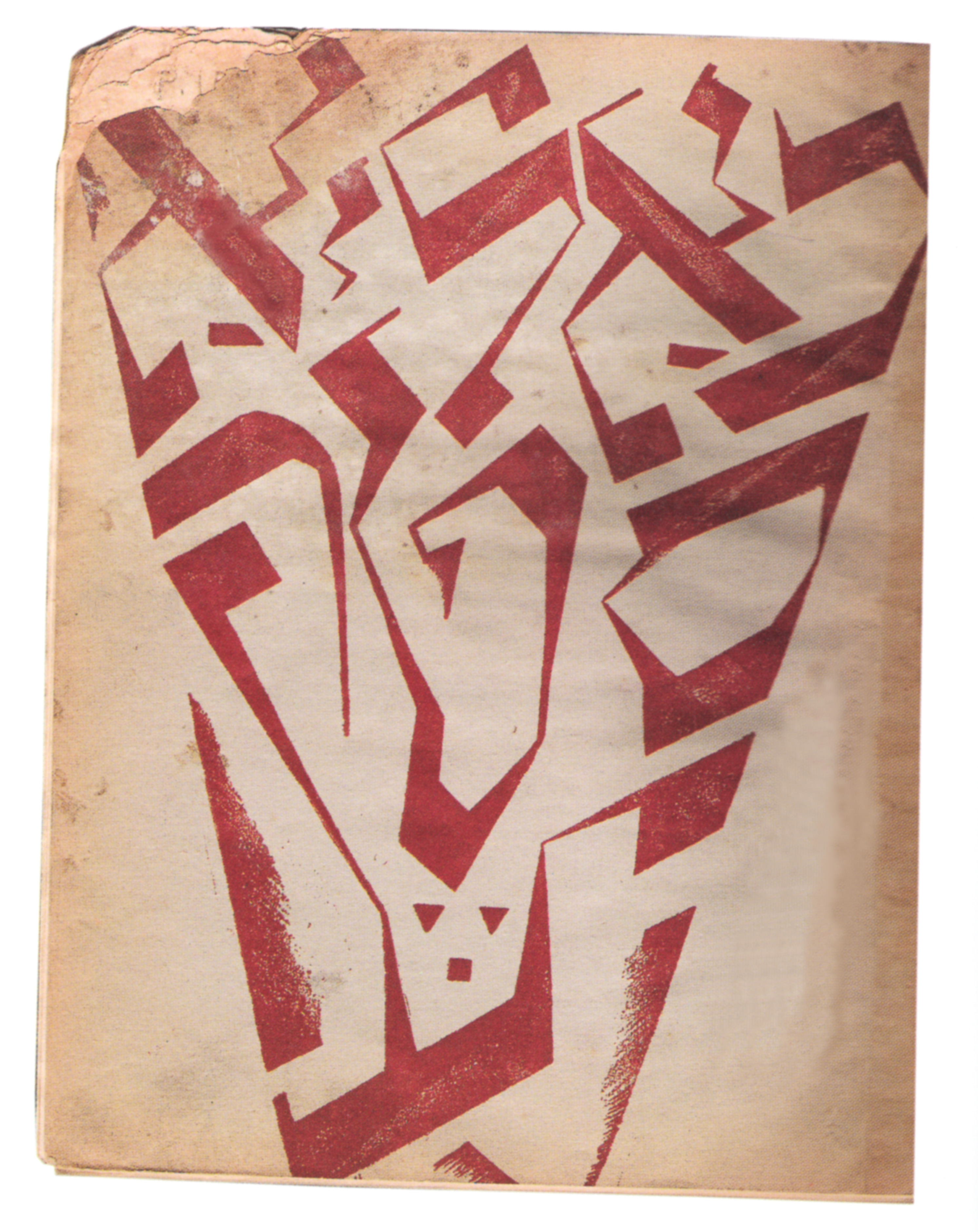
Okładka pierwszego numeru pisma „Chaljastre”

Hałastra (jid. ‏די כאַליאַסטרע‎ Di Chaljastre) – awangardowa żydowska ekspresjonistyczno-futurystyczna  grupa literacko-artystyczna działająca w Warszawie w latach 1922–1924, skupiona m.in. wokół pisma o tym samym tytule.
Nazwa grupy pochodzi od określenia, którego użył wobec nich Hilel Cajtlin na łamach gazety „Der Moment”. Grupa ukształtowała się ok. 1922 r. wokół istniejącego od 1921 r. miesięcznika literacko-artystycznego „Ringen” M. Weicherta. Do jej głównych animatorów należeli Perec Markisz, Melech Rawicz i Uri-Cewi Grinberg, należeli do niej m.in. Mojżesz Broderson, M. Chaszczewski, Dowid Hofsztejn, Menachem Kipnis, Izrael Jehoszua Singer, Izrael Sztern, Ojzer Warszawski , a współpracowali m.in. El Lissitzky, Marc Chagall, Wincenty (Jicchok) Brauner, Władysław Wajntraub .
Począwszy od 1923 r. drogi członków grupy rozeszły się, a jej działalność zaczęła zamierać .